# Phanerophthalmus engeli
Phanerophthalmus engeli is een slakkensoort uit de familie van de Haminoeidae. De wetenschappelijke naam van de soort is voor het eerst geldig gepubliceerd in 1934 door Labbé.